# هربرت غوموندسون
هربرت غوموندسون (بالآيسلندية: Herbert Guðmundsson) هو فنان آيسلندي، ولد في 15 ديسمبر 1953 في ريكيافيك في آيسلندا.